# 扬·皮瓦尔尼克
扬·皮瓦尔尼克（1947年11月13日—），斯洛伐克男子足球运动员，司职后卫。他曾代表捷克斯洛伐克国家队参加1970年国际足联世界杯，结果队伍止步小组赛阶段。